# Фінал Кубка Іспанії з футболу 1942
Фінал Кубка Іспанії з футболу 1942 — футбольний матч, що відбувся 21 червня 1942 року. У ньому визначився 40-й переможець кубка Іспанії.

## Шлях до фіналу
| Барселона | Барселона | Барселона                | Раунд       | Атлетік         | Атлетік   | Атлетік                                         |
| --------- | --------- | ------------------------ | ----------- | --------------- | --------- | ----------------------------------------------- |
| Суперник  | Результат | Матчі                    |             | Суперник        | Результат | Матчі                                           |
| Терраса   | 5–2       | 1–2 на виїзді; 4–0 вдома | 1/16 фіналу | КД Логроньєс    | 8–2       | 0–1 на виїзді; 8–1 вдома                        |
| Севілья   | 5–1       | 2–1 на виїзді; 3–0 вдома | 1/8 фіналу  | Херес           | 8–2       | 6–0 вдома; 2–2 на виїзді                        |
| Еспаньйол | 6–4       | 3–2 на виїзді; 3–2 вдома | 1/4 фіналу  | Реал Мадрид     | 5–4       | 1–2 на виїзді; 2–1 вдома; 2–1 (нейтральне поле) |
| Валенсія  | 5–3       | 2–1 на виїзді; 3–2 вдома | 1/2 фіналу  | Реал Вальядолід | 6–4       | 6–1 вдома; 0–3 на виїзді                        |

## Подробиці
| 21 червня 1942 |

| Барселона                        | 4:3 дч   | Атлетік (Більбао)                |
| -------------------------------- | -------- | -------------------------------- |
| Ескола 20', 59' Мартін 51', 101' | Протокол | Іріондо 29' Елісес 79' Сарра 81' |

| Нуево Чамартин, Мадрид Глядачів: 30 000 Арбітр: Мануель Оканья |

|  |  |

| В               |  | Луїс Міро        |
| З               |  | Беніто Гарсія    |
| З               |  | Луїс Сабала      |
| ПЗ              |  | Ігнасіо Льясер   |
| ПЗ              |  | Мануель Росален  |
| ПЗ              |  | Жозеп Райк (к)   |
| Н               |  | Хосе Браво       |
| Н               |  | Доменек Балманья |
| Н               |  | Маріано Мартін   |
| Н               |  | Хосеп Ескола     |
| Н               |  | Хайме Соспедра   |
| Тренер:         |  |                  |
| Хуан Хосе Ногес |  |                  |

| В           |  | Хосе Марія Ечебаррія |
| З           |  | Сальвадор Аркета (к) |
| З           |  | Хуан Хосе М'єса      |
| ПЗ          |  | Ісідоро Урра         |
| ПЗ          |  | Антоніо Ортіс        |
| ПЗ          |  | Роберто Бертоль      |
| Н           |  | Ерменехільдо Елісес  |
| Н           |  | Франсіско Гарате     |
| Н           |  | Тельмо Сарра         |
| Н           |  | Хосе Луїс Панісо     |
| Н           |  | Рафа Іріондо         |
| Тренер:     |  |                      |
| Хуан Уркісу |  |                      |